# Mikhael Jaimez-Ruiz
Mikhael Jaimez-Ruiz (* 31. August 1982 in Mérida) ist ein ehemaliger venezolanischer Fußballspieler. Der Torhüter spielte einmal für die venezolanische Nationalmannschaft.

## Karriere
Jaimez-Ruiz spielte an den US-amerikanischen Universitäten Graceland und St. Gregory’s, bevor er 2003 nach Rumänien ging. Dort gelang ihm bis 2005 der Durchbruch im Profibereich nicht, 2006 absolvierte er mehrere Probetrainings in England und spielte schließlich für einige Monate auf vertragsloser Basis beim Viertligisten FC Barnet. Im Februar 2007 ging er zum achtklassigen FC Northwood. Seine dortigen Leistungen erregten die Aufmerksamkeit der Verantwortlichen von Aldershot Town, die den Torhüter im April 2007 in den Kader aufnahmen und im Juli 2007 mit einem Profivertrag ausstatteten.
Bei Aldershot war Jaimes-Ruiz zunächst meist Ersatztorhüter hinter Nikki Bull, in der Aufstiegssaison 2007/08 kam er zu vier Ligaeinsätzen und war auch im Conference League Cup aktiv. Im dortigen Finale gegen Rushden & Diamonds wurde er zum spielentscheidenden Akteur. In der Verlängerung parierte er einen Strafstoß, im anschließenden Elfmeterschießen hielt er den entscheidenden Elfmeter von Chris Hope.
Jaimez-Ruiz, der 2005 in einem Freundschaftsspiel gegen Guatemala zu einem Einsatz für die venezolanischen Nationalmannschaft kam, gab am 4. Oktober 2008 beim 3:3 gegen den FC Bury sein Debüt in der League Two. Seit dem Abgang von Bull im Sommer 2009 war er bis Saisonende Stammtorhüter des Klubs.